# Kairō
El kairō (回廊?), bu (廡?), sōrō o horō (歩廊?) Es la versión japonesa de un claustro, un pasillo cubierto originalmente construido alrededor de la zona más sagrada de un templo budista, una zona que contenía el Kondō y la pagoda. Hoy en día se puede encontrar también en los santuarios sintoístas y en las residencias aristocráticas shinden-zukuri.
El kairō y el rōmon estaban entre las más importantes estructuras de los elementos de un garan que aparecieron durante el período Heian. El primero rodeaba la parte más sagrada del Garan, mientras que el segundo era su salida principal. Tampoco fue originalmente característico de los santuarios sintoístas, pero en el tiempo vino a sustituir a la tradicional valla que rodea al santuario llamada tamagaki. El primer ejemplo de un complejo kairō/rōmon se puede encontrar en Iwashimizu Hachiman-gū, un santuario que es ahora un antiguo samtuario-templo (神宮寺?). se cree que el rōmon comenzaron a construirse en el año 886 y el kairō más o menos al mismo tiempo. Itsukushima Jinja es un ejemplo de la forma madura del complejo.
Existen dos tipos de kairō, uno de 1 bahía de ancho y otra de 2 bahías de ancho, siendo la bahía el espacio entre dos pilares. La primera es con mucho el tipo más común.

## Tanrō
El tipo de kairō de 1 bahía de ancho con el apoyo de solo dos filas de pilares y por lo tanto se llama tanrō (単廊 corredor simple?). Ventanas típicas llamadas renjimado (連子窓?) permiten el paso de aire y luz.

## Fukurō
El tipo de kairō de 2 bahías de ancho con el apoyo de tres hileras de pilares, se llama fukurō (複廊 múltiples corredores?) Y se divide en dos pasillos idénticos separados por un muro. Aunque se sabe que existían varios en los principales templos budistas, por ejemplo, en Tōdai-ji en la actualidad no existe ninguno. Sin embargo,lgunos fukurō sobreviven en los santuarios sintoístas.

## Galería

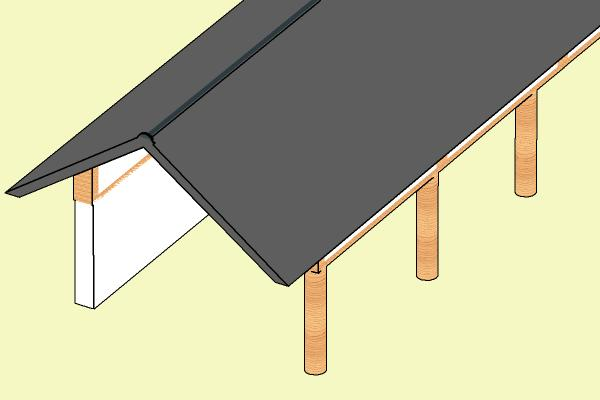
Dibujo de un tanrō
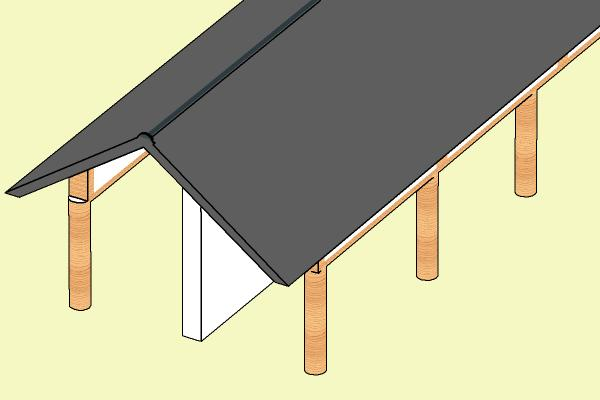
Dibujo de un fukurō
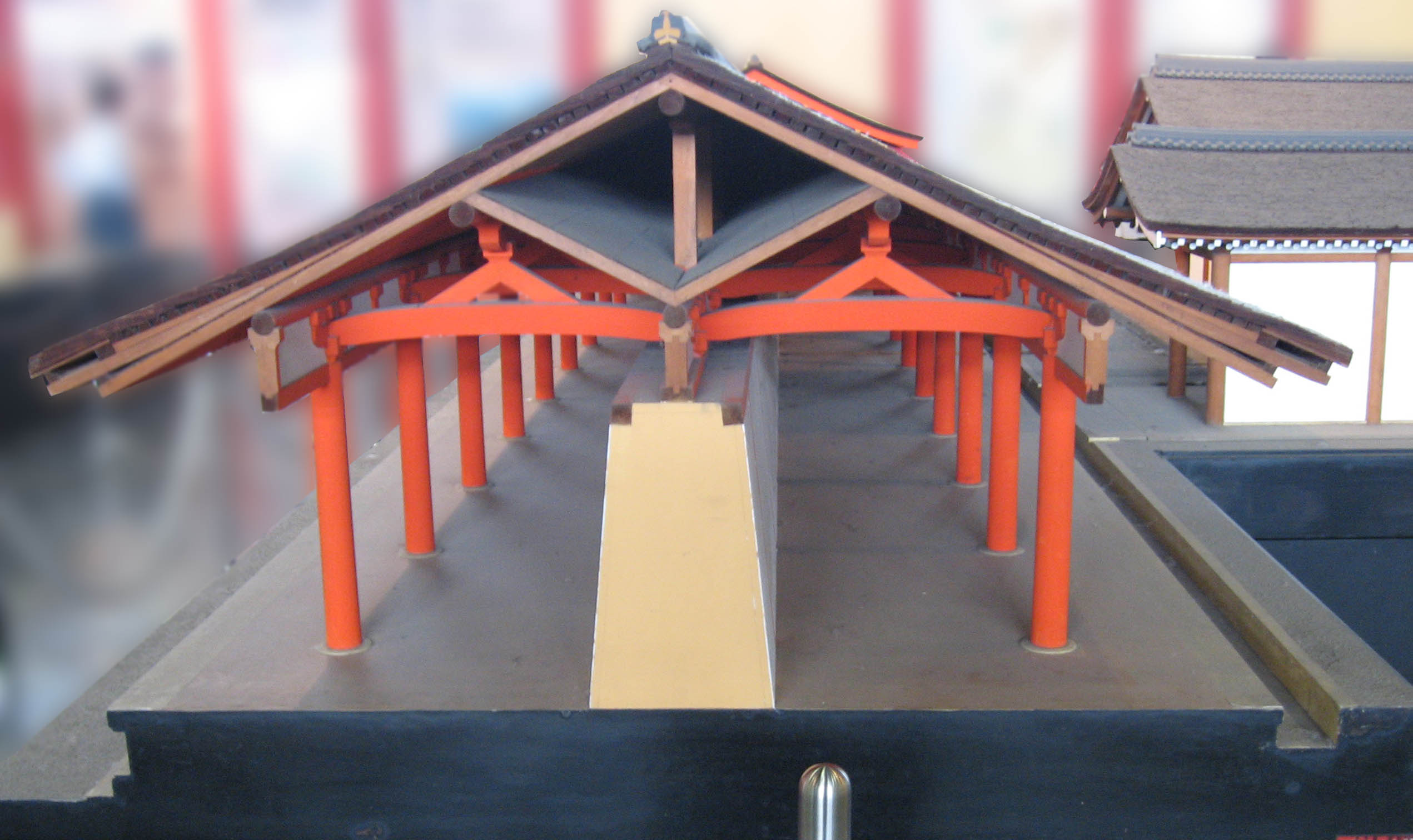
Modelo de un fukurō
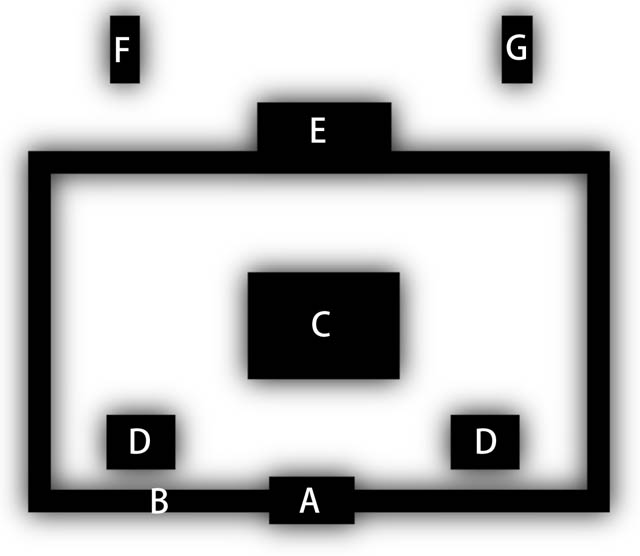
Plano de Yakushi-ji con el kairō rodeando el garan
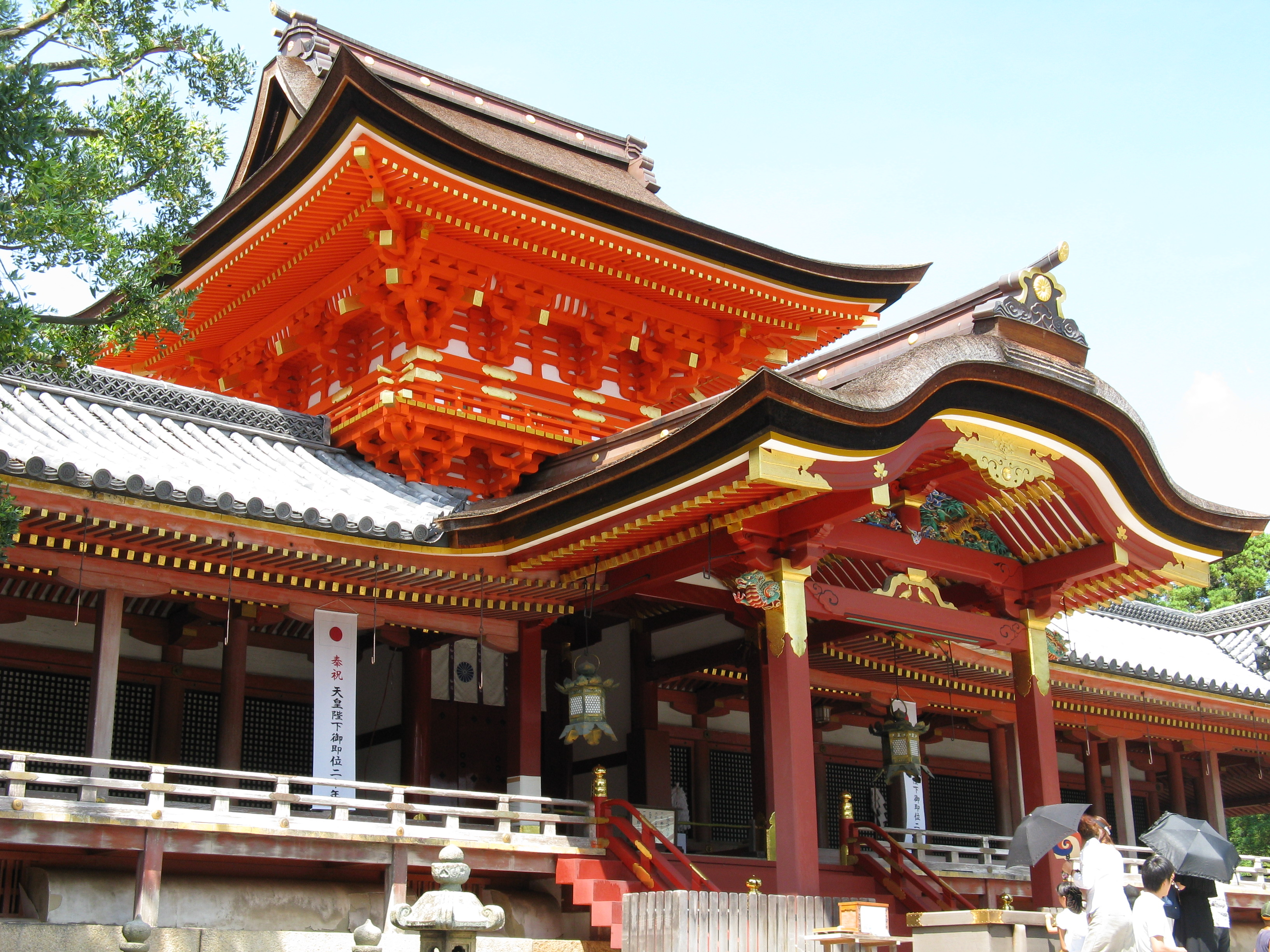
fukurō y rōmon de Iwashimizu Hachiman-gū
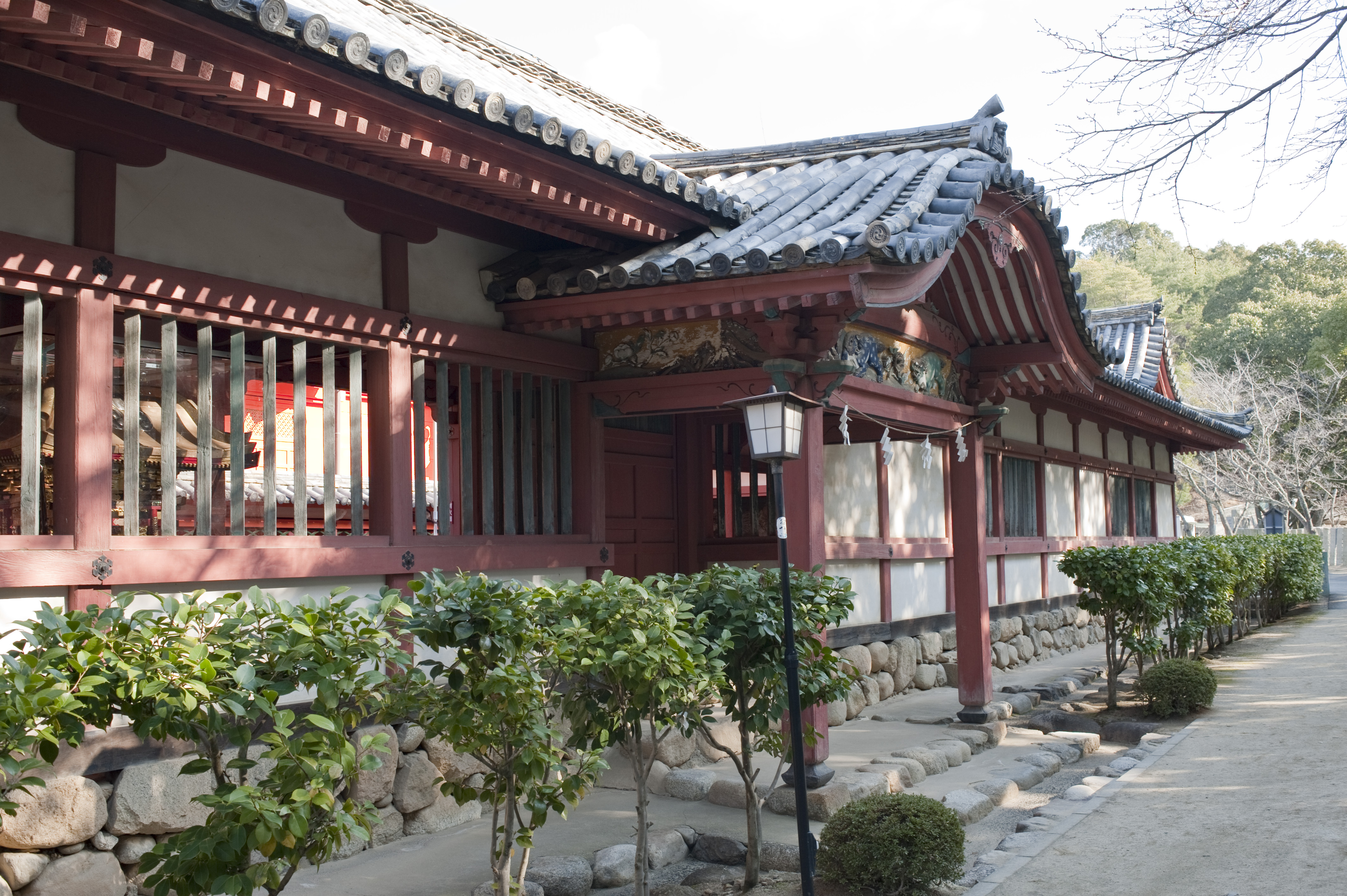
Vista externa del muro de un kairō's con renjimado
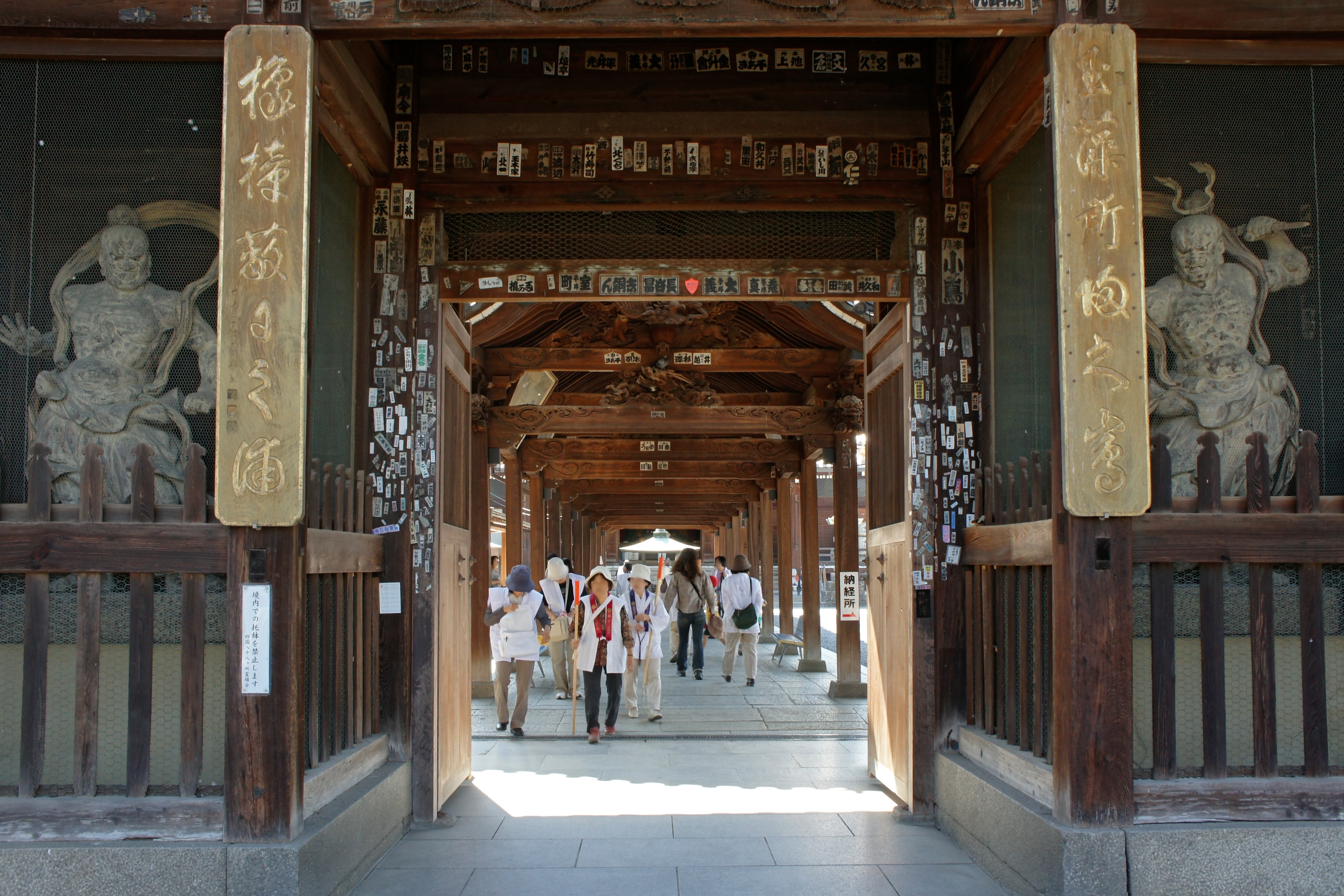
Vista de la entrada del kairō de Zentsū-ji
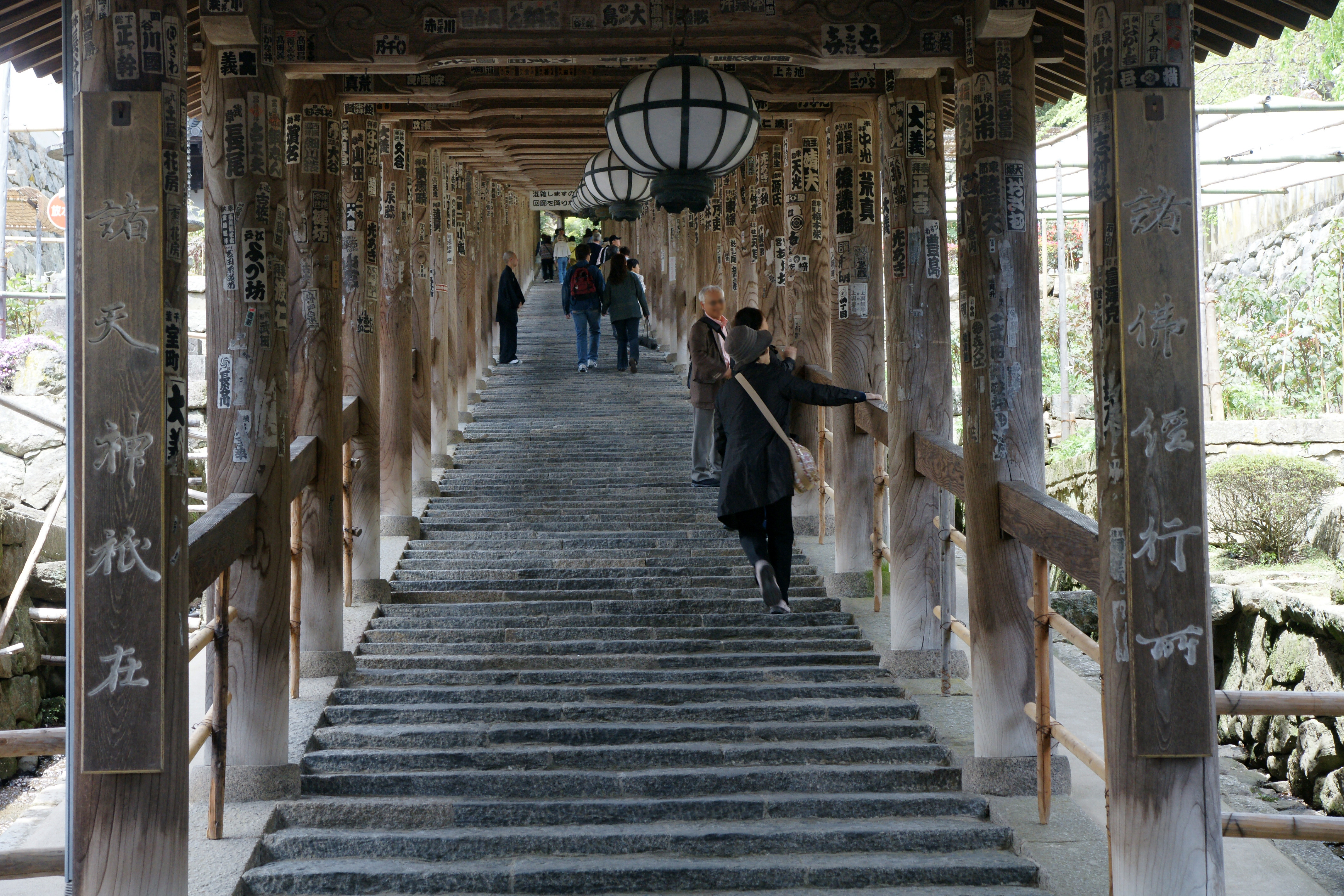
Vista interna del kairō de Hase-dera